# Jiří I. ze Šumburka
Jiří I. ze Šumburka-Hluchova (německy Georg II. von Schönburg-Glauchau, 1529, Hluchov–září 1585, Kraslice, Čechy) byl saský šlechtic svobodný pán, pán ze Šumburku-Hluchova v Sasku.

## Život
Jiří I. se narodil jako syn svobodného pána Arnošta II. ze Šumburka-Waldenburgu (1486 – 1534) a jeho manželky Amálie z Leisnigu (1508 – 1560), dědičky Pennigu, dcery purkrabího Huga z Leisnigu († 1538) a Dorotey Schenkové z Landsbergu († 1532).
Měl bratra Hugona (1530 – 1566/1584), pána ze Schönburg-Lichtenstein-Neu-Schönburgu, a Volfa (1532 – 1581), pána ze Schönburg-Glauchau-Waldenburg-Wekselburgu.
Vedlejší rodové linie Schönburg-Waldenburg a Schönburg-Hartenstein v současnosti vystupují společně jako Schönburg-Glauchau.

## Rodina
Jiří I. ze Šumburka-Hluchova se oženil 25. prosince 1547 s hraběnkou Doroteou z Mansfeldu-Forderortu (1519–23. dubna 1550), dcerou hraběte Arnošta II. z Mansfeldu-Forderortu (1479 – 1531) a Dorotey ze Solms-Lichu – 1493 1578). Toto manželství bylo bezdětné.
Jiří I. ze Šumburka-Hluchova se podruhé oženil 12. prosince 1551 v Hluchově s Doroteou Reuss-Greitzovou (1522–21. srpna 1572), dcerou Jindřicha XIII./XIV. „mladšího“, pána z Reuss-Plavna, Greizi, Ober-Kranichfeldu a Schauenforstu († 1535) a Amálie z Mansfeld († 1557). Z manželství se narodily následující děti:   
- Anna ze Šumburka-Hluchova (11. února 1552–mezi 1. lednem 1595 – 9. březnem 1595), 17. října 1569 provdaná v Hluchově za hraběte Boda z Regenstein-Blankenburgu (7. ledna 1531–4. října 1594)
- Barbora ze Šumburka-Hluchova (11. února 1552–156?)
- Hanuš Heuer ze Šumburka-Hluchova-Waldenburgu (11. března 1553–15. října 1576), 4. března 1576 se v Hluchově oženil s Marií Julianou ze Solms-Lichu (28. května–27. září 1622), bezdětný
- Markéta ze Šumburka-Hluchova (1554–29. 6. 1606), provdaná poprvé dne 21. 9. 1568 za hraběte Viléma z Hohnstein-Firraden-Schwet († 11. 2. 1570), podruhé od 7. prosince 1572 v Hluchově za hraběte Jana Jiřího I. ze Solms-Laubach (26. listopadu 1547–19. srpna 1600)
- Amálie ze Šumburka-Hluchova (1555–3. února 1617)
- Kryštof Bedřich ze Šumburka-Hluchova (1563-1567)
- Alexandr ze Šumburka-Hluchova (1563 – 1580)
- Petr ze Šumburka-Hluchova (1563 – 1568)
- dcera ? ze Šumburka-Hluchova (*/† 11. listopadu 1567)

17. července 1581 se Jiří ze Šumburka-Hluchova oženil potřetí, s Kateřinou Agátou z Putbusu (1549–20. dubna 1608), vdovou po Kašparu Oldřichovi z Regenstein-Blankenburg (1532 – 1575), dcerou Jiřího I. z Putbus ( 1519 – 1563) a Anny Kateřiny z Hohensteinu (1502 – 1567). Manželé měli jednoho syna:
- August ze Šumburka-Hluchova (20. srpna 1583–3. října 1610)